# Phimeanakas
Phimeanakas es un templo hinduista ubicado en la zona de Angkor (Camboya) declarado Patrimonio de la Humanidad por la Unesco en 1992.
Este templo sufrió varias transformaciones importantes a lo largo de su historia: se cree que su construcción inicial data de principios de siglo X, durante el reinado de Yasovarman I, aunque a principios del siglo XI fue convertido en la sede imperial de Suryavarman I, y continuó en uso casi ininterrumpido hasta finales del siglo XVI; fecha del abandono de Angkor por parte de los Jemeres.

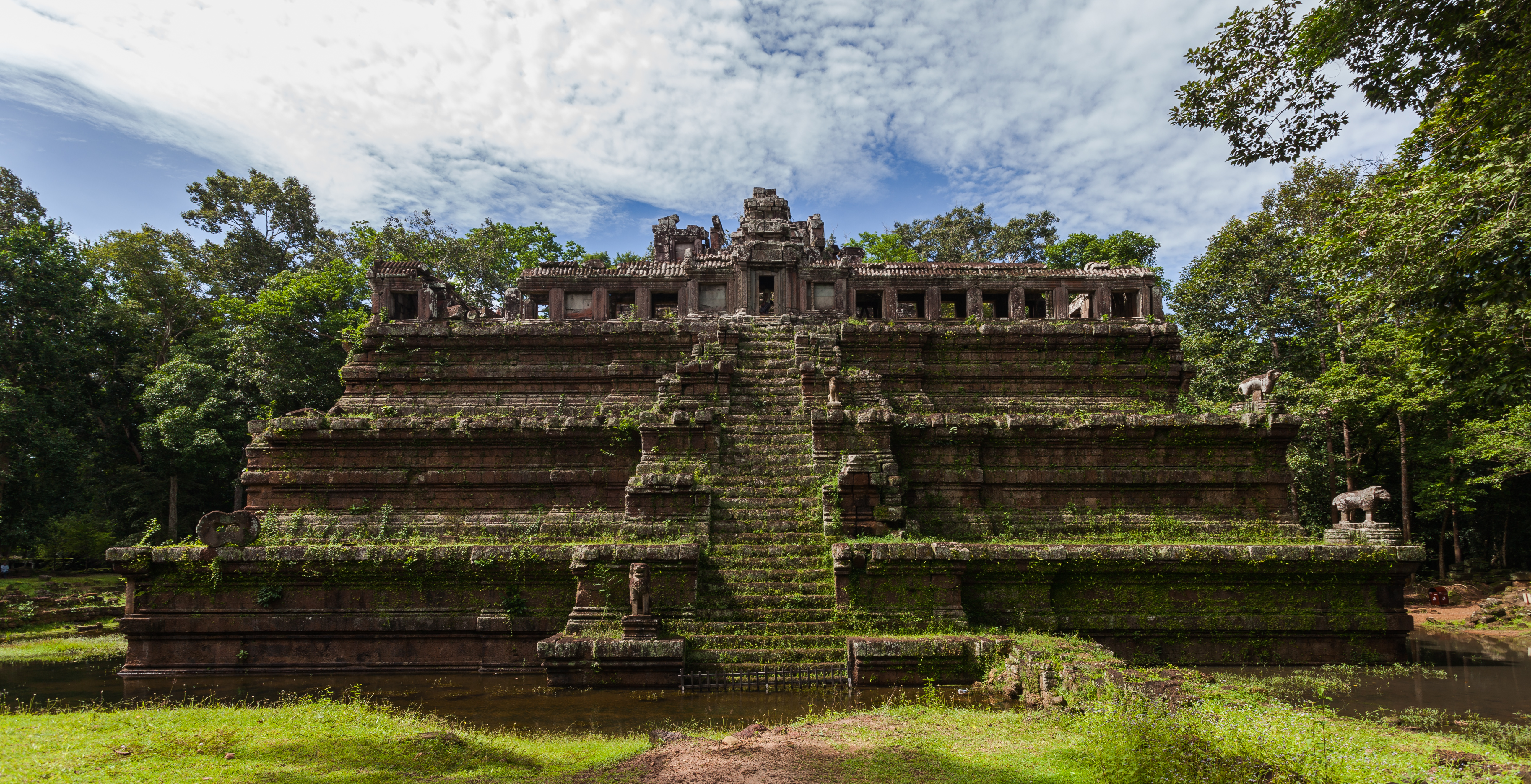
Vista frontal.

El templo formaba parte de la sede real del monarca, que ocupaba una extensión de 14 hectáreas, delimitadas por un muro de laterita de 246 x 585 m. La construcción, realizada también con laterita, adopta una forma troncopiramidal con unas dimensiones de 35 x 28 m en la base y de 30 x 23 en la cima de la plataforma, y una altura de 12 m. La pirámide se segmenta en tres niveles, accesibles mediante cuatro empinadas escaleras axiales, sobre los que se asienta una galería perimetral con ventanas. Tanto la galería superior como los elementos construidos en la plataforma superior se realizaron con piedra arenisca. En la plataforma superior sólo quedan los restos de una nueva plataforma piramidal de 2,5 m de altura, también con cuatro escaleras, sobre la que se cree que se erigía un pequeño santuario, construido en una época posterior. Un relato del siglo XII afirma que dicho santuario era utilizado todas las noches por el rey Jemer para yacer junto a una mujer con cuerpo de serpiente naga y dotada de poderes mágicos. Según ese mismo relato, la cúpula del santuario desaparecido estaba rematada en oro.

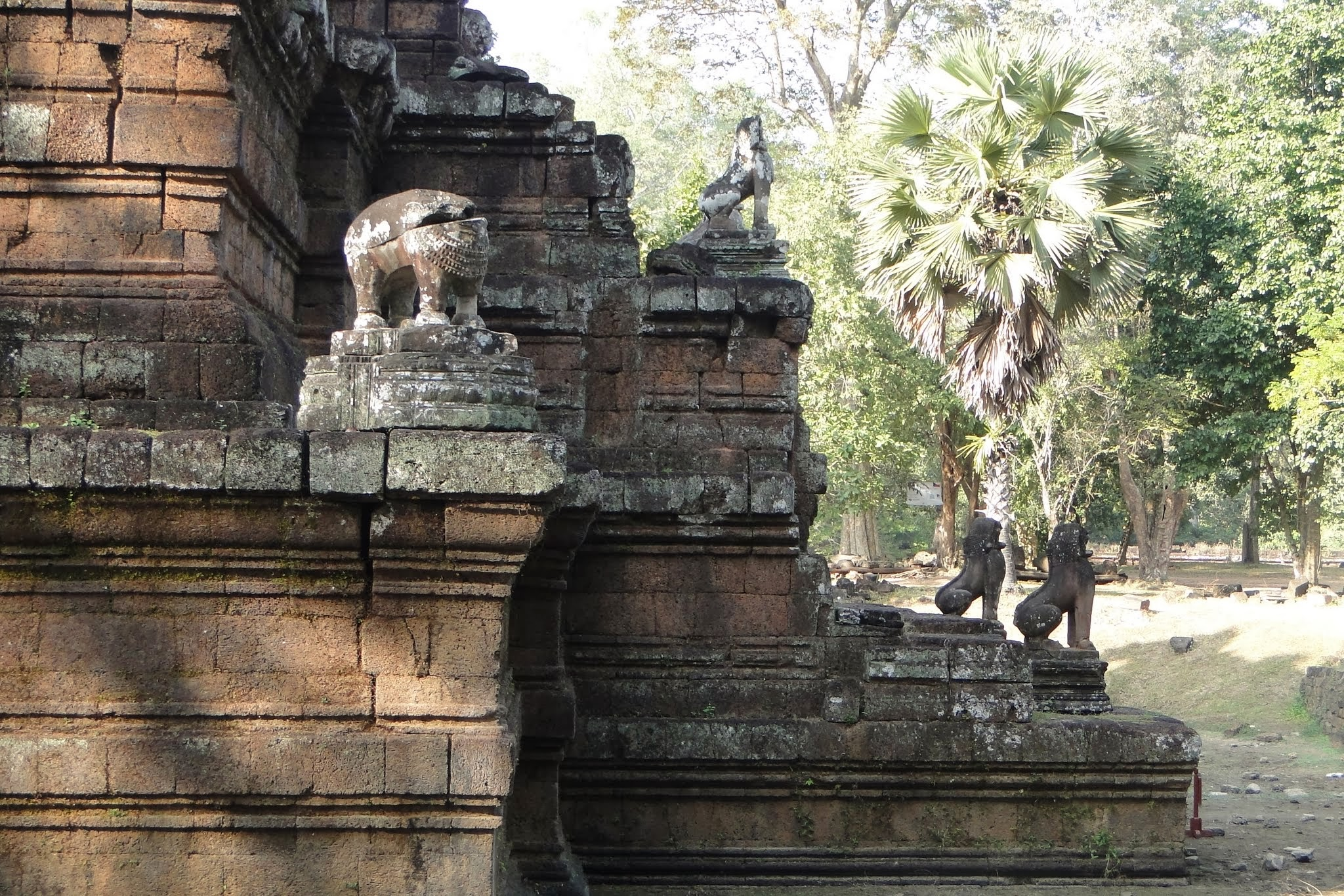
Escultura en Phimeanakas.

Las escaleras de subida al templo estaban flanqueadas por estatuas de leones, y en las esquinas hubo también esculturas representando elefantes.
El nombre del templo es una deformación de las palabras sánscritas vimana (Palacio de los dioses) y akasha (cielo).